# Al-Shorta Damasco
O Al-Shorta Damasco Sports Club é um clube de futebol com sede em Damasco, Síria. A equipe compete no Campeonato Sírio de Futebol.

## História
O clube foi fundado em 1947.

## Notáveis futebolistas
| - Alexandre Torrezan - Diniz - Edmar Figueira - Fabio Marinho - Geílson - Leonardo - Maxwell - Vitor Sonny - Amer Al Abtah - Dorel Stoica | - Firas Al Ali - Hamdi Al Masri - Ahmad Al Salih - Maher Al Sayed - Mosab Balhous - Fadi Beko - Mohamad Daas - Ahmad Deeb - Ali Diab - Taha Dyab | - Ali Ghalioum - Qusay Habib - Oday Jafal - Mahmoud Karkar - Zaher Midani - Ahmad Omaier - Raja Rafe - Anas Sari |